# Will Eisner
William Erwin Eisner (Brooklyn, 6 de março de 1917 — Lauderdale Lakes, 3 de janeiro de 2005), foi um renomado quadrinista americano, que durante seus mais de setenta anos de carreira, atuou em diversas áreas que incluem como desenhista, roteirista, arte-finalista, editor, cartunista, empresário e publicitário.

## Biografia
Filho de judeus imigrantes oriundos do Império Austro-Húngaro, Eisner nasceu no distrito do Brooklyn, Nova York, Estados Unidos, onde passou sua juventude. Enquanto estudava no Instituto DeWitt Clinton, no também distrito nova-iorquino do Bronx, colaborou com Bob Kane na revista da escola. Em 1936 entrou para a equipe da revista WOW What a Magazine!, dirigida por Jerry Iger. No ano seguinte, com o fim da revista WOW. Eisner fundou com Iger o Eisner-Iger Studio, onde trabalharam grandes nomes das histórias em quadrinhos como Bob Kane e Jack Kirby. Até 1939, Eisner criou diversas séries como a história de piratas Hawks of the Seas, a garota das selvas Sheena, a série de aventuras Captain Scott Dalton; a história de piratas; os super-heróis Wonder Man e The Flame, a história de espionagem Harry Karry (com o pseudônimo de Bill Rensie), entre outras..
Ao fim da década, Eisner e Iger dividiram sua sociedade. Iger passou a ser diretor de publicações da editora Fiction House, e Eisner passou a criar quadrinhos para a Quality Comics Group. Criou o personagem Doll Man e os da série Falcão Negro, ambientada na 2a Guerra Mundial. Dali, começou a produzir histórias no formato de 16 páginas do suplemento dominical dos jornais, onde apareciam sempre três histórias de várias páginas cada uma. A estreia foi em 2 de junho de 1940, e no princípio incluía The Spirit, Lady Luck e Mr. Mystic.
The Spirit é a história de um detetive mascarado, Denny Colt, um herói sem superpoderes que protege os habitantes da cidade fictícia de Central City. A série se destacou pela inovação dos enquadramentos quase cinematográficos, os efeitos de luz e sombra e as inovadoras técnicas narrativas, além da qualidade do roteiro e da arte. Sempre a presença de belas mulheres, cenas hilariantes, melodramáticas, mas que enfatizavam sobretudo o aspecto humano dos personagens. Em 13 de outubro de 1941 The Spirit começou a ser também publicado como tira diária. Eisner deixou a série em 1942 ao ser mobilizado pela Segunda Guerra Mundial, onde produziu pôsteres, ilustrações e histórias propagandísticas para o exército norte-americano.
A série The Spirit, que havia sido continuada por outros artistas devido à sua ausência, foi retomada por Eisner em 1945. Como página dominical, The Spirit prosseguiu até 28 de setembro de 1952, e é considerada uma das obras mais importantes das histórias em quadrinhos.[carece de fontes?]
Ao mesmo tempo que desenhava The Spirit, Eisner fundou a American Visuals Corporation, empresa dedicada a criação de comics, vinhetas humorísticas e ilustrações, que acabou absorvendo a maior parte do seu tempo, separando-lhe da criação de histórias. Somente quando o editor holandês Olaf Stoop reeditou The Spirit, no começo dos anos 70, Eisner voltou a interessar-se pela criação de histórias em quadrinhos. Em 1978 criou Um Contrato com Deus (A Contract With God), que consiste em quatro histórias acerca da vida no Bronx nos anos 30. Um Contrato com Deus tem com freqüência, embora erroneamente, sido citada como a primeira graphic novel, no entanto, cartunista Richard Kyle tinha usado o termo em 1964, em um ensaio publicado no fanzine Capa-Alpha, além de ter aparecido na capa da The First Kingdom (1974) de Jack Katz, com quem Eisner se correspondia.
Depois desta obra, Eisner prosseguiu criando graphic novels com regularidade, como Life on Another Planet (1978), O Sonhador (The Dreamer, 1986), O Edifício (The Building, 1987), No Coração da Tempestade (In the Heart of the Storm,  1991), Invisible People (1991-92), entre outros. Um mês antes de morrer concluiu sua obra mais política, A Conspiração (The Plot, 2005), um ensaio gráfico sobre a história do livreto Os Protocolos dos Sábios de Sião. Eisner teve uma importância decisiva para demonstrar que histórias em quadrinhos não são meio de entretenimento apenas para crianças e adolescentes.
Além de sua carreira como quadrinista, Eisner ensinou Técnicas de Quadrinhos na Escola de Artes Visuais de Nova York, e escreveu obras fundamentais na criação de histórias em quadrinhos: Os Quadrinhos e a Arte Sequencial (Comics and Sequential Art) e A Narrativa Gráfica (Graphic Storytelling).
Em 1988 a indústria dos quadrinhos prestou tributo à Eisner criando o Prêmio Will Eisner, mais conhecido como "Eisners", que servem como uma premiação pelo "conjunto da obra" nas histórias em quadrinhos.
Will Eisner morreu em 3 de janeiro de 2005 em Laurderdale Lakes, Flórida, devido a complicações cardíacas depois de uma cirurgia em 22 de dezembro.

## Livros

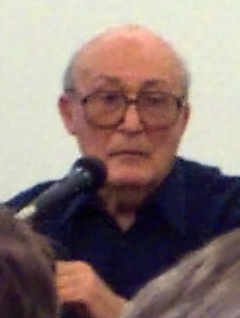
Will Eisner em 2001, na San Diego ComiCon.

- Um Contrato com Deus - A Contract with God (1978, Baronet Books ISBN 0894370359; DC Comics' reissue ISBN 1563896745)
- Will Eisner Color Treasury (1981, Kitchen Sink) (ISBN 087816006X)
- Spirit Color Album (1981, Kitchen Sink) (ISBN 0878160027)
- Spirit Color Album, v2 (1983, Kitchen Sink) (ISBN 0878160108)
- Spirit Color Album, v3 (1983, Kitchen Sink) (ISBN 0878160116)
- Um Sinal do Espaço - Life on Another Planet (1983) (ISBN 0878163700)
- Quadrinhos e Arte Sequencial - Comics and Sequential Art (1985) (ISBN 0961472804)
- O Sonhador - The Dreamer (1986) (ISBN 1563896788)
- O Edíficio - The Building (1987) (ISBN 0878160248)
- A Força da Vida - A Life Force (1988) (ISBN 0878160388)
- Art of Will Eisner (1989 2nd ed, Kitchen Sink) (ISBN 0878160760)
- Outer Space Spirit (1989 Kitchen Sink) (ISBN 0878160124)
- Ao Coração da Tempestade - To The Heart Of The Storm (1991) (ISBN 1563896796)
- The Will Eisner Reader (1991) (ISBN 0878161295)
- Pessoas Invisíveis - Invisible People (1993) (ISBN 0878162089)
- Avenida Dropsie - Dropsie Avenue (1995) (ISBN 0878163484)
- Christmas Spirit (1995 Kitchen Sink) (ISBN 0878163093)
- Spirit Casebook (199x Kitchen Sink) (ISBN 0878160949)
- Narrativas Gráficas - Graphic Storytelling and Visual Narrative (1996) (ISBN 0961472839)
- A Princesa e o Sapo - The Princess and the Frog (1996) (ISBN 1561632449)
- All About P'Gell: Spirit Casebook II (1998 Kitchen Sink) (ISBN 0878164928)
- Assunto de Família - A Family Matter (1998) (ISBN 0878166211)
- O Último Dia no Vietnã - Last Day in Vietnam (2000) (ISBN 1569715009)
- O Último Cavaleiro Andante - The Last Knight (2000) (ISBN 1561632511)
- Pequenos Milagres - Minor Miracles (2000) (ISBN 1563897512)
- Nova Iorque: A Grande CidadeNew York: The Big City (2000) (ISBN 1563896826)
- The Spirit Archives: [Eisner não participou nos volumes 5 a 10]
  - Volume 1 (2000) (ISBN 1563896737)
  - Volume 2 (2000) (ISBN 1563896753)
  - Volume 3 (2001) (ISBN 1563896761)
  - Volume 4 (2001) (ISBN 1563897148)
  - Volume 11 (2003) (ISBN 1563899892)
  - Volume 12 (2003) (ISBN 1401200060)
  - Volume 13 (2004) (ISBN 1401201490)
  - Volume 14 (2004) (ISBN 140120158X)
  - Volume 15 (2005) (ISBN 1401201628)
  - Volume 16 (2005) (ISBN 1401204066)
- Will Eisner's Shop Talk (2001) (ISBN 156971536X)
- Fagin, o Judeu - Fagin the Jew (2003) (ISBN 0385510098)
- A Baleia Branca - Hawks of the Seas (2003) (ISBN 1569714274)
- Sundiata, o Leão de Mali - Sundiata: A Legend of Africa (2003) (ISBN 978-1-56163-332-6)
- O Nome do Jogo - The Name of the Game (2003) (ISBN 1563898691)
- The Plot: The Secret Story of The Protocols of the Elders of Zion - A Conspiração: A História Secreta dos Protocolos dos Sábios de Sião (2005) (ISBN 0393060454)

## Galeria

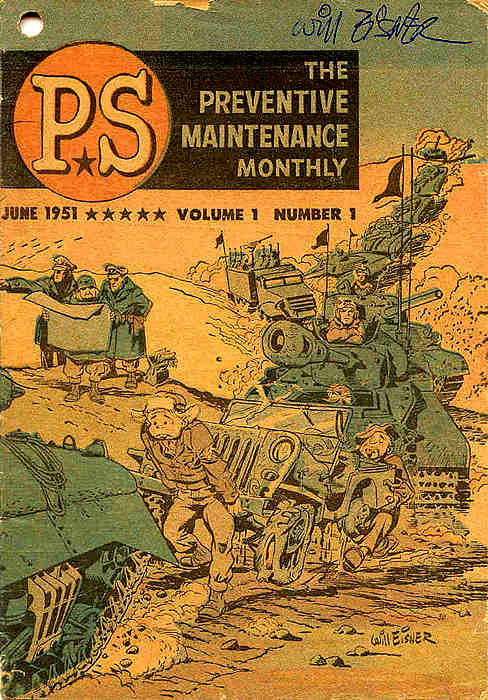
PS (Junho, 1951)
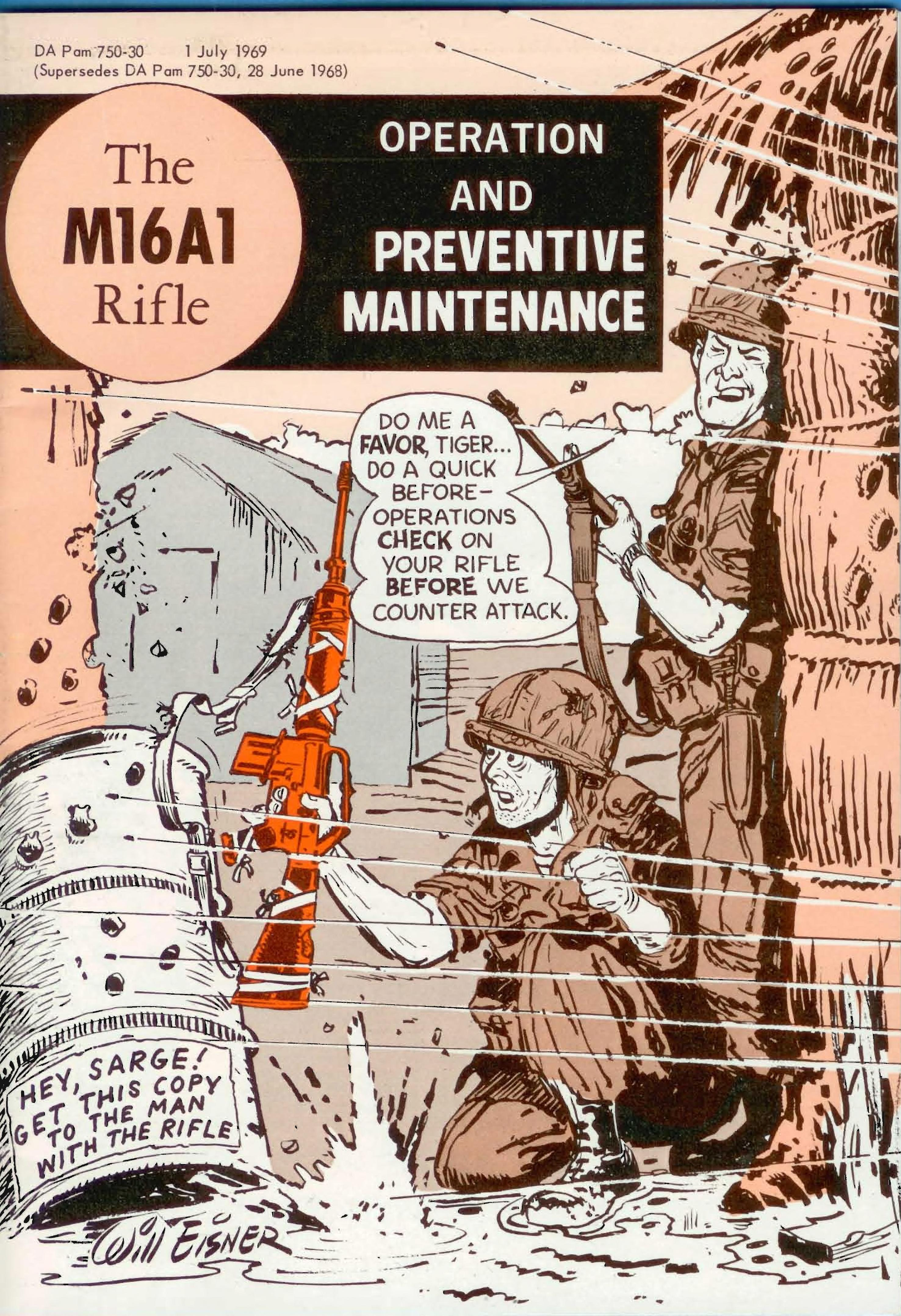
Rifle M16A1
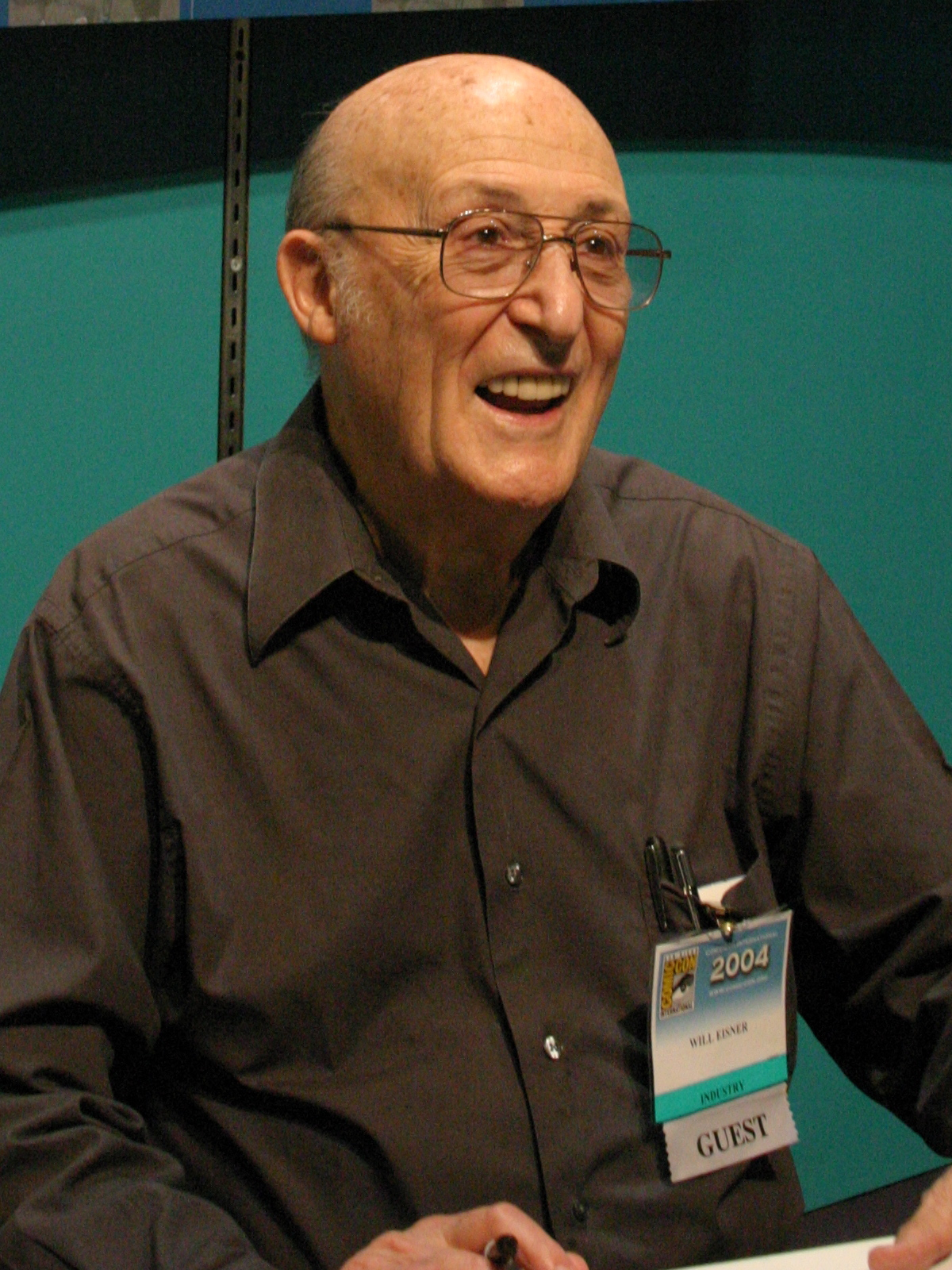
San Diego (2004)
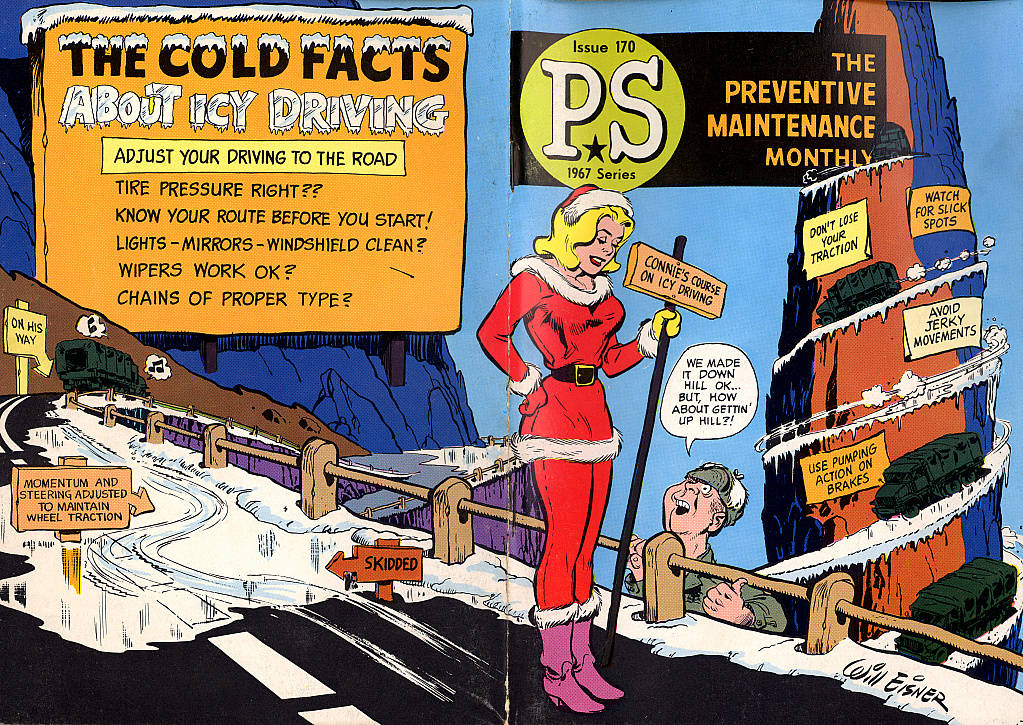
PS (1967)
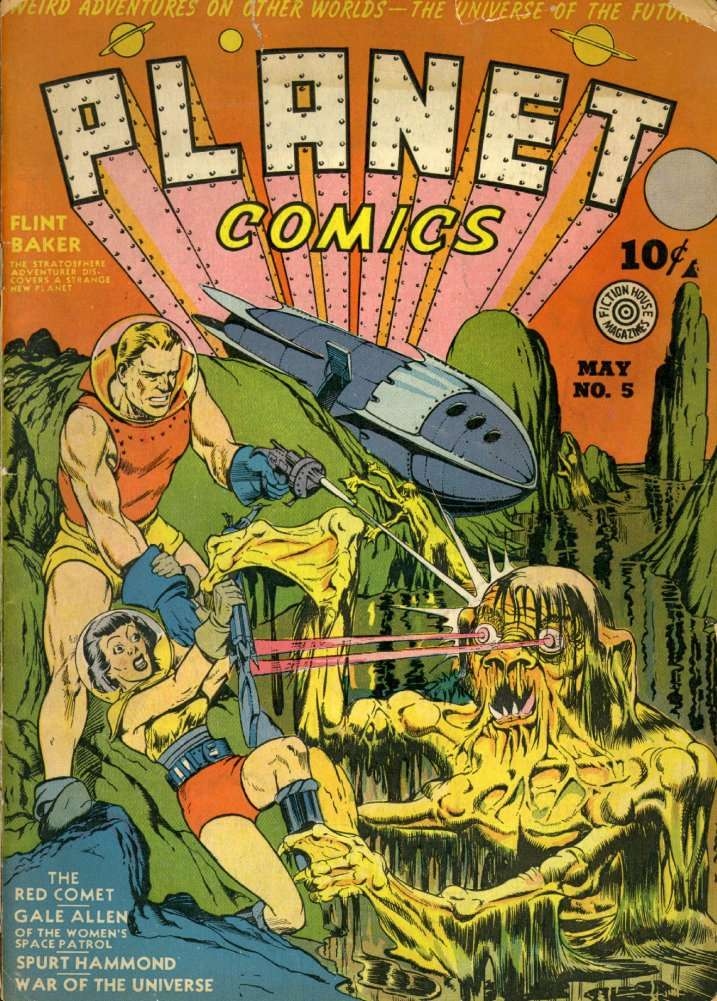
Planet Comics #5, Fiction House, maio de 1940